# William Kipsang
William Kipsang (né le 26 juin 1977) est un athlète kényan, spécialiste du fond et du marathon.
Capable de 28 min 31 s 5 à Nairobi en 2008, il se spécialise sur le semi-marathon (1 h 0 s 25 à La Haye en 2007) puis sur le marathon où il détient un record de 2 h 5 min 49 s, lors du marathon de Rotterdam en avril 2008.
Depuis 2014, William Kipsang ne participe plus de grandes compétitions internationales.